# 1947-es magyar női röplabdabajnokság
Az 1947-es magyar női röplabdabajnokság az első magyar női röplabdabajnokság volt, melyet a Magyar Röplabda Szövetség rendezett. A bajnokságban húsz csapat indult el, a csapatok két csoportban egy kört játszottak. A bajnokságot tavasszal játszották le, utána áttértek az őszi-tavaszi rendszerre.
A Röplabda Híradó szerint a csapatok két párhuzamos osztályban játszottak, és a következő évi bajnokságban az első hat-hat helyezett vehetett részt. Ezek szerint az A és B csoport nem egymás alatti osztályok voltak, mint a férfiaknál (ahol I. és II. osztály volt a nevük, ezzel is jelezve ezt, és a következő évi bajnokságban az I. osztály első tíz és a II. osztály első két helyezettje vehetett részt), hanem egy szinten lévők. Emiatt az A csoport első három helyezettje nem lehetett volna automatikusan a bajnokság három érmese, azonban semmi forrás nincs arra, hogy a két csoport azonos helyeken végzett csapatai játszottak volna a végső helyezésekért, ezért az A csoportot tekintjük az I. osztálynak (Juni György A magyar röplabdázás 50 éve könyvében is így szerepel).
A Hapoel MSE a bajnokság nagy részét még Sómér néven játszotta le.

## Tabella

### A csoport
| #   | Csapat                      | M | Gy | V | Sz+ | Sz- | P  | Megjegyzés |
| --- | --------------------------- | - | -- | - | --- | --- | -- | ---------- |
| 1.  | Columbia SE                 | 9 | 8  | 1 | 17  |     | 16 |            |
| 2.  | Ganz TE                     | 9 | 8  | 1 | 16  | 3   | 16 |            |
| 3.  | Nemzeti TE                  | 9 | 7  | 2 | 14  | 5   | 14 |            |
| 4.  | Testnevelési Főiskola SE    | 9 | 5  | 4 | 11  | 8   | 10 |            |
| 5.  | MTK                         | 9 | 5  | 4 | 10  | 11  | 10 |            |
| 6.  | Kispesti 87 SE              | 9 | 4  | 5 | 9   | 10  | 8  |            |
| 7.  | Kőbányai Polgári Serfőző SE | 9 | 4  | 5 | 9   | 10  | 8  |            |
| 8.  | VIII. ker. Kossuth SE       | 9 | 3  | 6 | 7   | 13  | 6  |            |
| 9.  | Corvin Áruház SE            | 9 | 0  | 9 | 0   | 16  | 0  |            |
| 10. | Nemesfémes MTE              | 9 | 1  | 8 |     |     | 2  | Törölve    |

### B csoport
| #   | Csapat               | M | Gy | V | Sz+ | Sz- | P  |
| --- | -------------------- | - | -- | - | --- | --- | -- |
| 1.  | Molnár-Moser SE      | 9 | 9  | 0 | 18  | 3   | 18 |
| 2.  | VKM Rákóczi SE       | 9 | 8  | 1 | 16  | 3   | 16 |
| 3.  | Hapoel MSE           | 9 | 7  | 2 | 16  | 5   | 14 |
| 4.  | Ganz Villamossági SK | 9 | 5  | 4 | 11  | 9   | 10 |
| 5.  | Partizán SC          | 9 | 4  | 5 | 10  | 10  | 8  |
| 6.  | MADISZ OK            | 9 | 3  | 6 | 7   | 13  | 6  |
| 7.  | Vasas SC             | 9 | 3  | 6 | 7   | 13  | 6  |
| 8.  | Nemesfémes MTE II.   | 9 | 2  | 7 | 6   | 16  | 4  |
| 9.  | Győrffy SE           | 9 | 2  | 7 | 5   | 14  | 4  |
| 10. | KAOSZ SE             | 9 | 2  | 7 | 4   | 14  | 4  |

* M: Mérkőzés Gy: Győzelem V: Vereség Sz+: Nyert szett Sz-: Vesztett szett P: Pont